# Ideenbewertung
Bei der Ideenbewertung wird eine Idee um Einschätzungen ergänzt, die mit ihr zusammen eine Entscheidungsvorlage bilden. Diese dient dazu, eine Entscheidung zu ermöglichen, was anschließend mit der Idee passieren soll. Bei kleineren Aufgaben besteht die Entscheidung lediglich aus den Alternativen näher betrachten und verwerfen, und die Entscheidung wird Ideenauswahl genannt. Befinden sich die Ideen in einem Innovationsprozess, kommen als weitere Alternativen speichern bis zu einem späteren Zeitpunkt oder an eine andere Abteilung weiterleiten hinzu.
Zur Bewertung von Ideen werden sowohl allgemeine Kriterien, die für die meisten Aufgaben gelten, als auch aufgabenspezifische Kriterien eingesetzt. Entsprechend der Art des verwendeten Entscheidungsverfahrens werden quantitative oder qualitative Kriterien (oder beide) verwendet.

## Bewertungskriterien für Ideen

### Randbedingungen und Erfolgskriterien
Randbedingungen sind die Kriterien, die eine Idee erfüllen muss. Sie werden deswegen auch oft Muss-Kriterien genannt. Beispielsweise könnte von einer Idee gefordert werden, dass sie innerhalb einer bestimmten Frist oder mit einem bestimmten Budget zu verwirklichen sein muss. Ideen, die die Randbedingungen nicht erfüllen, scheiden aus.
Erfolgskriterien oder Soll-Kriterien sind die Eigenschaften einer Idee, die sie wertvoll machen. Bei Ideen für eine Publikumsveranstaltung könnte das beispielsweise die Anzahl der erwarteten Besucher oder die Attraktivität für die lokale Presse sein. Erfolgskriterien können in der Form Je mehr ..., desto besser beschrieben werden. Am Ende des Bewertungsprozesses haben die Ideen, die bei den Erfolgskriterien am besten abschneiden, die höchsten Chancen auf Verwirklichung.

### Allgemeine und aufgabenspezifische Kriterien
Es gibt drei Kategorien von allgemeinen Kriterien:
- Attraktivität: Welche Argumente sprechen für die Idee und wie stark sind sie?
- Realisierbarkeit: Was ist zur Verwirklichung notwendig und können bzw. wollen wir diesen Aufwand betreiben?
- Disruptionspotential: Welche Organisationsänderungen erfordert die Idee und sind wir dazu bereit bzw. imstande?

Zur Attraktivität gehören zum Beispiel Fragen wie Wie viele Besucher können wir dadurch gewinnen? oder Wie groß ist der Markt dafür? Die Realisierbarkeit enthält Fragen wie Wie viel wird das kosten? oder Haben wir dafür die notwendigen Ressourcen? Zum Bereich Disruption gehören Fragen wie Wie müssen wir Verantwortung neu verteilen, um diese Idee zu realisieren? oder Sind wir bereit, für diese Idee eine Ausnahme (zu einer bestimmten Hausregel) zu machen?
Die aufgabenspezifischen Kriterien erfordern oft tiefe Kenntnisse der Aufgabenstellung. Beispielsweise gehören zur Bewertung von Erfindungsideen für Patentanmeldungen Einschätzungen der Erfindungshöhe und des Neuheitsgrads. Für die Bewertung von Produktideen müssen Kundennutzen des Produktes und das Kundenbedürfnis, das dadurch befriedigt werden soll, bekannt sein. Oft erfordern solche Bewertungen aufwendige Recherchen – sie können dann nicht mehr im Rahmen eines Innovationsworkshops durchgeführt werden.
Zu den aufgabenspezifischen Kriterien gehören auch Informationen, die den Kontext für die Idee bilden. Bei Produktideen können diese beispielsweise Markttrends sein, bei Ideen für neue Geschäftsbereiche wird die Unternehmensstrategie ein wichtiger Faktor in der Bewertung sein.

## Anwendung im Unternehmen
Ideenbewertung ist immer dann notwendig, wenn Unternehmen Innovationen planen. Sie ist damit ein Werkzeug des Innovationsmanagements und findet Anwendung beispielsweise im
- Produktinnovationsprozess
- Corporate Venturing
- Ideenmanagement
- Business Development
- Kontinuierlichen Verbesserungsprozess

### Beteiligte
Im Idealfall sind alle Unternehmensbereiche, die von einer Idee betroffen sind, an deren Bewertung beteiligt. Dies bedeutet, dass die Bewertung fast immer von Gruppen von Experten vorgenommen wird, die unterschiedliche Bereiche vertreten.
- Der Vertrieb kennt die aktuelle Situation der Kunden und deren Bedürfnisse.
- Die Marketing-Abteilung kennt die Trends am Markt und die Aktivitäten der Konkurrenz.
- Die Entwicklungsabteilung kann Aussagen zu technischen Machbarkeit eines neuen Produktes machen.
- Die Produktion kann einschätzen, welcher Aufwand und welche Kosten mit der Herstellung eines neuen Produktes verbunden sind.
- Die Business-Unit- oder Unternehmensleitung kann die Passfähigkeit von Ideen zur Unternehmensstrategie beurteilen.

Größere Unternehmen haben oft eigene Manager für die diversen Arten von Innovation. So ist neben den Fachabteilungen auch der verantwortliche Innovations-, Produkt-, Ideen- oder New Business-Manager ebenfalls an der Ideenbewertung beteiligt.

### Der Bewertungsprozess
Um den Aufwand für die Bewertung möglichst gering zu halten, wird sie in der Regel in mehreren Phasen nach Art des Stage-Gate-Prozesses untergliedert. Am Anfang werden Randbedingungen angewandt, um alle Ideen, die nicht in Frage kommen, schnell aus dem Pool zu entfernen. Für die verbleibenden Ideen werden sukzessiv anspruchsvollere Erfolgskriterien angewandt, um nach und nach die am meisten versprechenden Ideen zu identifizieren.
Aus diesem Prinzip ergibt sich oft, dass die frühen Bewertungskriterien eher qualitativ sind, während die späteren quantitativen Angaben voraussetzen. Beispielsweise gehört zu den ersten Fragen an eine Produktidee, ob ein Kundennutzen vorliegt und eine Zielgruppe bekannt ist. Zur endgültigen Beurteilung der Idee werden aber Schätzungen für den erzielbaren Preis und die Marktgröße benötigt. Eine weitere Folge aus diesem Vorgehen ist, dass Ideenbewertungen in der frühen Phase aus nur wenigen Angaben bestehen, die in einem Innovationsworkshop abgefragt werden können, während sie am Ende einem vollwertigen Business-Case nahe kommen, dessen Vorbereitung einige Wochen dauern kann.

### Bewertungskriterien für Produktideen
Zur Bewertung von Ideen für neue Produkte oder Dienstleistungen gibt es eine Vielzahl von Kriterien. Besonders in den letzten Phasen der Bewertung können sehr anspruchsvolle oder spezifische Fragen zum Zuge kommen, deren Beantwortung sehr aufwendig sein kann.
Für eine grobe Orientierung eignet sich die sogenannte 7K-Checkliste. Diese enthält wichtige Bewertungskriterien, die in den meisten Fällen relevant sind:
- Kundennutzen: Hat das Produkt einen Nutzen für den Kunden, für den er bereit sein wird, zu bezahlen?
- Kundenpotenzial: Wie groß ist der Markt für das Produkt?
- Konkurrenzvorteile: Welche Vorteile hat das Produkt gegenüber den Konkurrenzangeboten und reichen diese für den Kunden aus, um ggf. einen Wechsel zu rechtfertigen?
- Kompetenzen: Verfügen wir über die notwendigen Kompetenzen, um das Produkt bereitzustellen?
- Kommunikation: Können wir die Vorteile des neuen Angebotes überzeugend kommunizieren?
- Kosten: Wie viel werden Entwicklung, Produktion und Vermarktung des Produktes kosten?
- Kapital: Wie hoch ist der Finanzierungsbedarf für das Produkt?

## Probleme der Ideenbewertung
Die Ideenbewertung hat vier Schwierigkeiten, die in vielen Anwendungsfällen zum Tragen kommen.

### Interpretationsspielraum
Fast immer haben Bewertungskriterien Spielraum für Interpretation. Qualitative Kriterien sind oft nicht messbar (Der Markt muss ausreichend attraktiv sein) oder sind sehr subjektiv (Die Idee muss zum Image des Unternehmens passen.)

### Annahmen und Schätzungen
Oft beruhen Ideenbewertungen zwangsläufig auf Annahmen oder Schätzungen. Beispiele sind die Marktgröße für eine neue Dienstleistung oder das Weiterbestehen der Verfügbarkeit einer bestimmten Ressource.

### Unterschiedliche Meinungen
Durch den Interpretationsspielraum der Bewertungskriterien und Abweichungen in den Annahmen und Schätzungen kann es zu Unterschieden in den Ergebnissen der einzelnen Bewerter kommen. Um zu einem Gesamtergebnis zu kommen, müssen diese Differenzen aber überwunden werden.
Dies kann durch eine Diskussion erfolgen, bei der eine Einigung angestrebt wird. Dies kann jedoch sehr zeitraubend sein, ohne dass es eine Erfolgsgarantie gibt.
Bei einer quantitativen Bewertung kann der Mittelwert der einzelnen Urteile gebildet werden. Allerdings kann dadurch wichtige Information über eine Idee verloren gehen.
Bei moderierten Workshops wird oft ein einfaches Abstimmungsverfahren bevorzugt, wobei jeder Teilnehmer Stimmen in Form von Klebepunkten erhält, die er dann auf die von ihm bevorzugten Ideen verteilt. Die Ideen mit den meisten Stimmen sind dann die Sieger. Diese Methode hat den Nachteil, dass sie unterschiedliche Kriterien nicht einzeln abbilden kann.

### Aggregation
Um eine Gesamtbewertung zu erhalten, müssen die Bewertungsergebnisse bezüglich der einzelnen Kriterien aggregiert werden. Da dies mit quantitativen Bewertungen am einfachsten zu realisieren ist, werden oft mathematische Methoden bevorzugt.
Im einfachsten Fall wird der Mittelwert über alle Kriterien gebildet. Dies entspricht der Vorgehensweise mit Schulnoten, wo die Note 1,0 in einem Fach und die Note 3,0 in einem weiteren Fach zusammen die Note 2,0 ergeben. Vorausgesetzt wird hierbei Kommensurabilität, nämlich dass Bewertungen nach unterschiedlichen Kriterien sich gegenseitig kompensieren können.
Beliebt bei Unternehmen, aber in der Durchführung sehr aufwändig ist die Nutzwertanalyse, die ebenfalls Kommensurabilität voraussetzt. Diese Voraussetzung wird häufig kritisiert, weil sie für eine Ideenbewertung nicht angemessen sei. Diese Kritik kann man wie folgt formulieren: Ein Auto mit einem hervorragenden Getriebe und einem schlechten Motor gilt nicht als mittelmäßig.
Ein weiteres, komplexes mathematisches Verfahren ist die AHP-Methode, die einen Eigenvektor einer stochastischen Matrix zur Ermittlung des Bewertungsergebnisses berechnet. Auch gegen dieses Verfahren werden schwere Bedenken vorgetragen, beispielsweise dass das nachträgliche Hinzufügen einer weiteren Alternative zur Bewertungsaufgabe das bestehende Ranking verändert.